# Trận Kharkiv (2022)

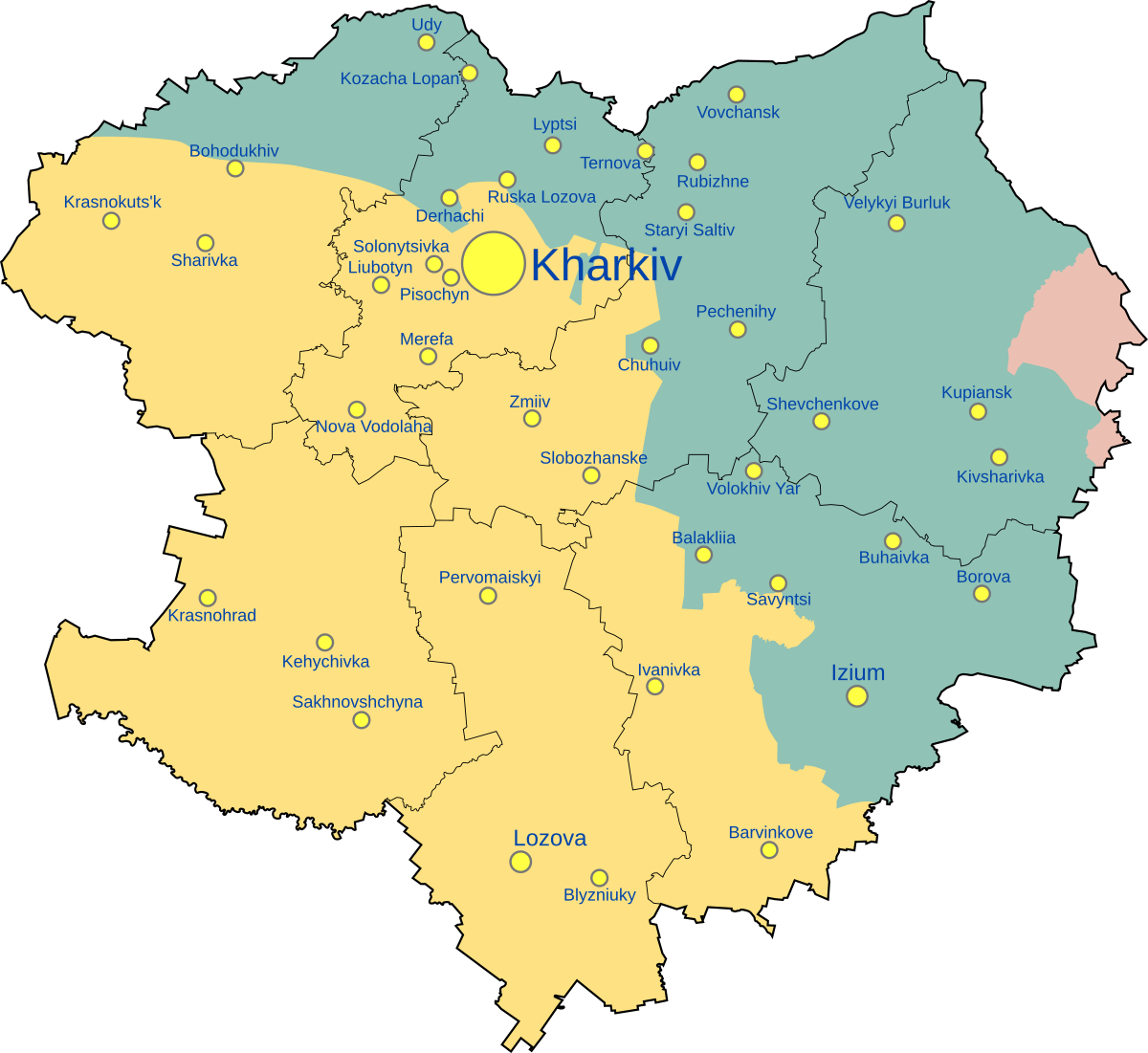
Bản đồ thể hiện cục diện chiến tranh ở Kharkiv năm 2022. Vùng màu xanh là vùng quân Nga từng chiếm được, nhưng sau đó quân Ukraina giải phóng. Vùng màu đỏ là vùng vẫn còn bị quân Nga chiếm đóng cho đến cuối tháng 8-2022. Vùng màu vàng là vùng quân Nga chưa tiến được đến nơi. Vòng tròn màu vàng lớn nhất là thành phố Kharkiv.

Trận Thành phố Kharkiv là một cuộc giao tranh quân sự giữa Lực lượng Vũ trang Liên bang Nga nhằm chiếm thành phố Kharkiv và Lực lượng Vũ trang Ukraina nhằm bảo vệ thành phố từ cuối tháng 2 đến giữa tháng 5 năm 2022. Ngày 13 tháng 5 năm 2022, quân Ukraina đã chính thức thành công trong việc bảo vệ thành phố khi quân Nga rút lui. Tuy quân Nga từ bỏ bao vây và chiếm thành phố, xong thành phố vẫn tiếp tục bị oanh kích thường xuyên.

## Bối cảnh
Kharkiv, nằm cách biên giới Nga-Ukraine, chỉ 30 km (29 dặm) về phía nam, là thành phố lớn thứ hai ở Ukraine. Cư dân thành phố phần lớn nói tiếng Nga. Nó được coi là mục tiêu chính của quân đội Nga vào giai đoạn đầu của cuộc chiến.

## Lực lượng
Phía quân Ukraina bảo vệ thành phố gồm các đơn vị:
- Lục quân Ukraina:
  - Lữ đoàn Cơ giới số 92
  - Lữ đoàn Cơ giới số 93
  - Lữ đoàn Pháo binh số 40
  - Trung đoàn Kraken
- Lực lượng Phòng thủ Lãnh thổ Ukraina:
  - Lữ đoàn Phòng thủ Kharkiv 113
- Binh đoàn Lê dương Quốc tế Ukraina
- Không quân Ukraina
- Lực lượng Vệ binh Quốc gia Ukraina:
  - Lữ đoàn 3 Spartan
  - Lữ đoàn 5 Slovozhansk
- An ninh Ukraina
- Cảnh sát Ukraina

Phía quân Nga tấn công thành phố gồm các đơn vị đến từ Quân khu Tây (Nhóm lực lượng Zapad) và Quân khu Trung tâm (Nhóm lực lượng Tsentr):
- Một bộ phân của Tập đoàn quân Xe tăng 1 gồm các sư đoàn:
  - Sư đoàn 2 bộ binh
  - Sư đoàn 27 bộ binh
  - Sư đoàn 4 tăng - thiết giáp
  - Sư đoàn 47 tăng - thiết giáp
- Một bộ phận của Tập đoàn quân binh chủng hợp thành 20 gồm các sư đoàn:
  - Sư đoàn 3 bộ binh
  - Sư đoàn 144 bộ binh
- Một bộ phận của Tập đoàn quân binh chủng hợp thành 6
- Một bộ phận của Quân đoàn Lục quân 14 gồm các lữ đoàn:
  - Lữ đoàn bộ binh độc lập 200
  - Lữ đoàn bộ binh Bắc Cực 80
- Một bộ phận của Tập đoàn quân binh chùng hợp thành 41 (Nhóm lực lượng Tsentr)

Ngoài ra, còn có Công ty Quân sự Tư nhân Redut.